# 机动车盗窃

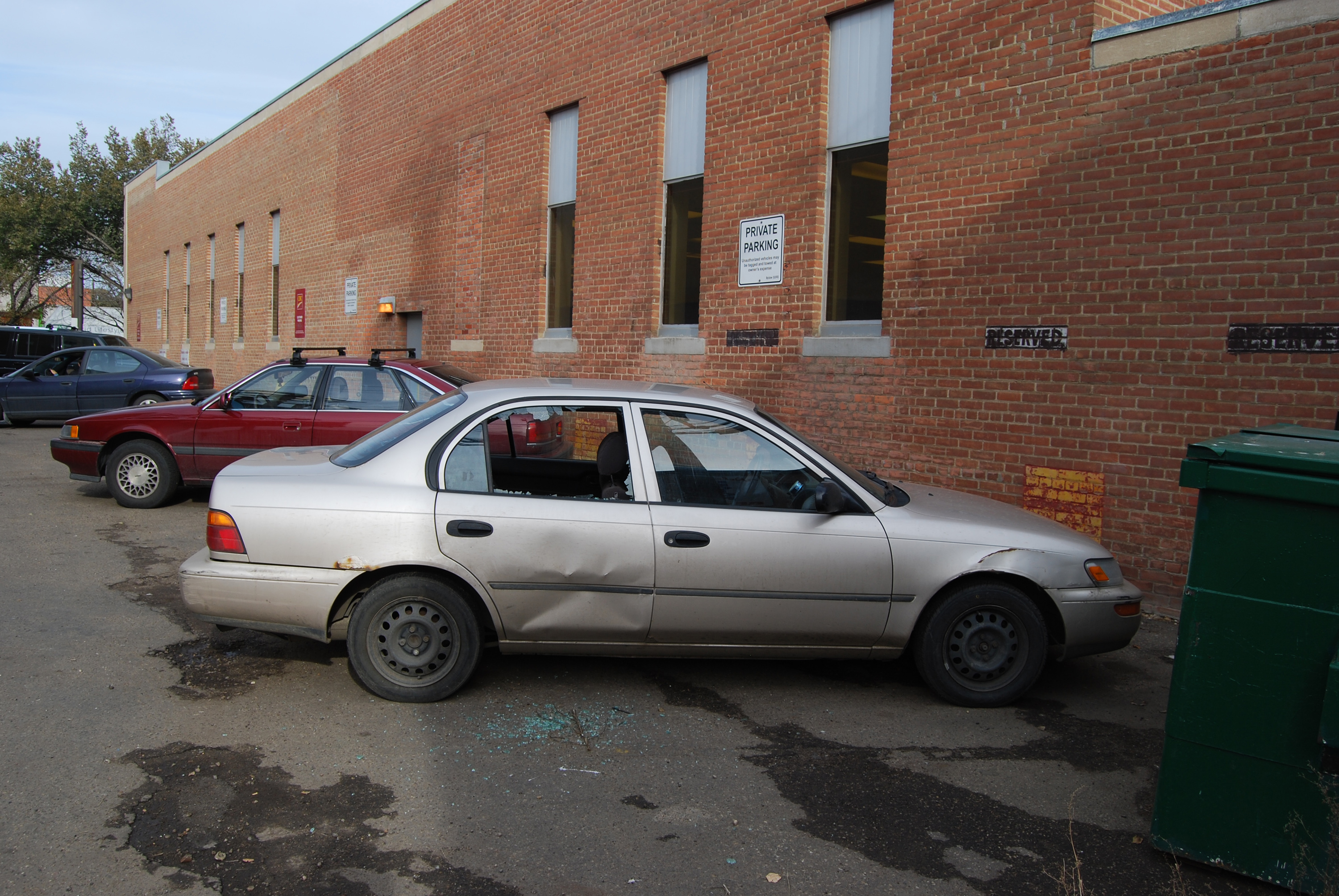
一辆车窗被打破的车

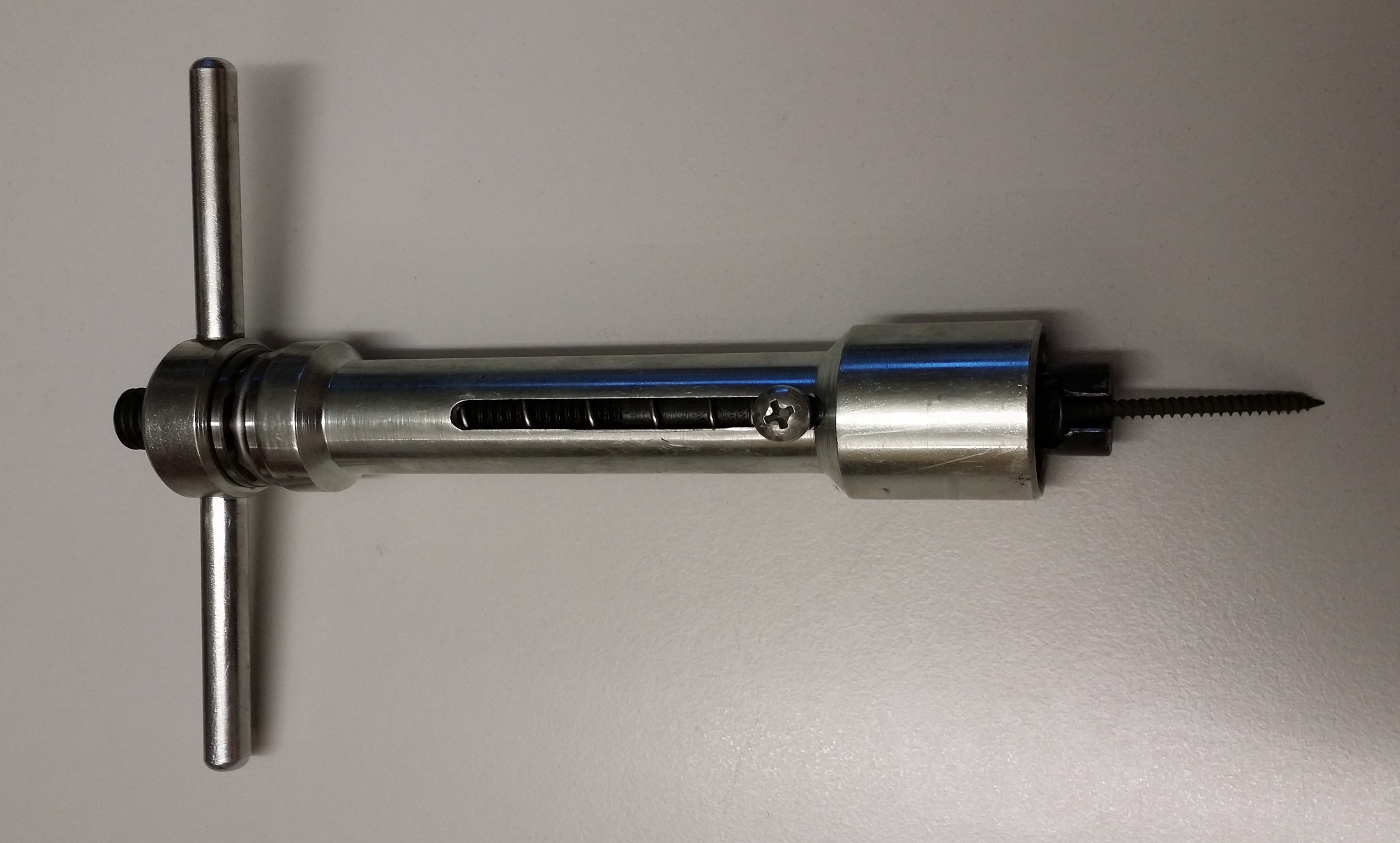
用于非法打开车门的拔锁芯工具

机动车盗窃是指盗窃或试图盗窃机动车的犯罪行为。

## 最常被盗的车辆
最常被盗的车辆品牌和型号因地区和盗窃难易程度等因素而异。
在泰国曼谷，最常被盗的车辆是丰田汽车和五十鈴D-Max皮卡。
在马来西亚，最常被盗的车辆是宝腾汽车，其中宝腾英雄的失窃率最高，其次是宝腾华嘉和寶騰將相。
在印度尼西亚，最常被盗的车辆丰田阿凡扎、大发森雅和鈴木Ertiga等本地生产的MPV。
在英国，2018年被盗最多的汽车是梅賽德斯-賓士C级车，其次是BMW X5。警方表示，采用无钥匙进入技术的车辆越来越多，此为被盗车辆数量上升的一个因素。
2022年，因一个允许USB线缆替代汽车钥匙的设计缺陷，在美国和澳大利亚，受该缺陷影响的起亚和現代汽車失窃案急剧增加。道奇挑戰者和道奇Charger被列为美国被盗最多的汽车（尤其是搭载Hellcat发动机的汽车）。
2024年，洛杉矶警察局称雪佛兰卡玛洛的失窃率增加了1000%以上。
在中国大陆，根据中国保信2016年购买盗抢险机动车理赔记录统计，全年共有4255辆机动车被盗，同比减少35.3%，其中被盗最多的汽车是五菱宏光。
在台湾，根据警政署的统计数据，2022年共发生676起汽车窃盗案件和3953起机车窃盗案件。